# 馬場保雄
馬場 保雄（ばば やすお、1888年（明治21年）7月1日 - 1981年（昭和56年）1月21日）は、日本の陸軍軍人。最終階級は陸軍中将。

## 経歴
東京府出身。1908年（明治41年）5月、陸軍士官学校（20期）を卒業し、同年12月、砲兵少尉に任官した。1920年（大正9年）11月、陸軍大学校（32期）を卒業した。
1924年（大正13年）3月、砲兵少佐に進級。1928年（昭和3年）8月、砲兵中佐に進み、1930年（昭和5年）8月、野戦重砲兵第1連隊付となる。1932年（昭和7年）4月、高射砲第1連隊長に就任し、同年８月、砲兵大佐に昇進した。1935年（昭和10年）8月、陸軍工科学校教授部長に転じた。1936年（昭和11年）3月、陸軍砲工学校砲兵科長に就任し、1937年（昭和12年）3月、陸軍少将に進級した。
1938年（昭和13年）12月、中支那派遣軍兵器部長に発令され日中戦争に出征。1939年（昭和14年）8月、陸軍中将に進み陸軍砲工学校長に発令されて帰国。1940年（昭和15年）8月に待命となり、同月、予備役に編入された。
1981年1月、狭心症により杉並区南荻窪の自宅で死去した。

## 栄典
位階
- 1937年（昭和12年）5月1日 - 正五位[7]

勲章等
- 1940年（昭和15年）8月15日 - 紀元二千六百年祝典記念章[8]